# Kovar

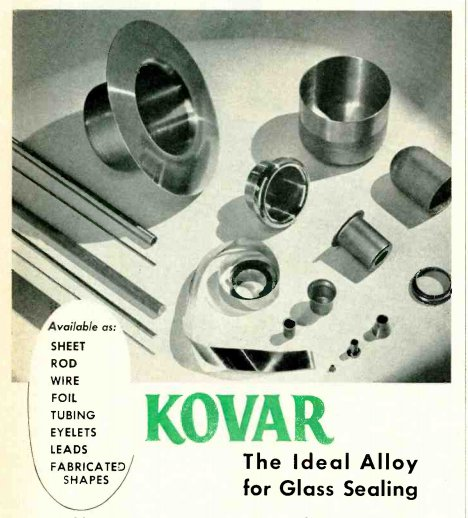
Anuncio sobre piezas de kovar

Kovar (marca registrada de Carpenter Technology Corporation), también conocida como ASTM F-15, NILO K, Pernifer 2918, Rodar, y Dilvar P1 es una aleación ferrosa de níquel y cobalto diseñada para ser compatible con las características de dilatación térmica del vidrio de borosilicato (~ 5 × 10-6 K-1 entre 30 y 200 °C, ~ 10 × 10-6 K-1  a 800 °C) que permite conexiones mecánicas directas en un amplio rango de temperaturas. Se utiliza en conductores obtenidos por galvanoplastia embutidos de piezas de cristal de componentes electrónicos, tales como tubos de vacío (válvulas), tubos emisores de rayos X y tubos de microondas así como algunas bombillas. Al poseer el mismo coeficiente de dilatación térmica del vidrio, es el metal de elección en los componentes donde existe una unión vidrio-metal. Si la potencia térmica a disipar es muy grande se deben utilizar componentes cerámicos multicapa en lugar de kovar.
El nombre Kovar se utiliza a menudo como un término general para las aleaciones Fe-Ni con estas propiedades de dilatación térmica en particular. Existe otra aleación similar llamada invar que muestra una dilatación térmica mínima.

## Composición
Expresada en %peso:
| Fe               | Ni  | Co  | C      | Si    | Mn    |
| ---------------- | --- | --- | ------ | ----- | ----- |
| Resto hasta 100% | 29% | 17% | <0.01% | 0.2 % | 0.3 % |

## Propiedades
| Propiedad                                                | Sinterizado | Prensado isostático en caliente |
| -------------------------------------------------------- | ----------- | ------------------------------- |
| Densidad / g cm³                                         | 8.0         | 8.35                            |
| Dureza / HV1                                             | 160         | 150                             |
| Punto de fusión / °C                                     | 1449        | 1449                            |
| Módulo de Young / GPa                                    | 159         | 159                             |
| Reducción de área en la fractura / %                     | 30          | 30                              |
| Fluencia / MPa                                           | 270         | 270                             |
| Conductividad térmica / W/m·K                            | 17          | 17                              |
| Temperatura de Curie / °C                                | 435         | 435                             |
| Resistividad eléctrica Ω mm² / m                         | 0.49        | 0.49                            |
| Calor específico J/gK                                    | 0.46        | 0.46                            |
| Coeficiente de dilatación térmica/10-6 K-1 (25 – 200 °C) | 5.5         | 5.5                             |
| (25 – 300 °C)                                            | 5.1         | 5.1                             |
| (25 – 400 °C)                                            | 4.9         | 4.9                             |
| (25 – 450 °C)                                            | 5.3         | 5.3                             |
| (25 – 500 °C)                                            | 6.2         | 6.2                             |